# Валенцова, Марина Михайловна
Марина Михайловна Валенцова (род. 1964, Чита, СССР) — российский этнолингвист, фольклорист-славянист. Кандидат филологических наук (1996). Старший научный сотрудник отдела этнолингвистики и фольклора Институт славяноведения РАН и учёный секретарь диссертационного совета по филологии Д 002.248.02 Института славяноведения. Член авторского коллектива и автор ряда статей энциклопедии «Славянские древности». Одна из авторов энциклопедий «Славянская мифология» (М., 1995; 2-е изд. 2002), «Словенска митологиjа» (Београд, 2001). Член редакционной коллегии журнала «Славяноведение» (Москва), журнала Res Humanitariae (Клайпеда, Литва).
Область научных интересов: этнолингвистика, фольклор, лексикология и фразеология славянских языков, словакистика, словацкая диалектология, ареальная лингвистика (карпато-балканские параллели).

## Биография
Окончила филологический факультет МГУ в 1988 году. Там же в 1992 г. закончила аспирантуру. 19 декабря 1996 года в Институте славяноведения и балканистики защитила диссертацию кандидата филологических наук по теме «Терминология календарной обрядности чехов и словаков», под научным руководством академика Н. И. Толстого.

## Научная деятельность
Работает в Институте славяноведения РАН с 1992 года (с перерывом в 2004—2010 гг). Сначала была младшим научным сотрудником, затем старшим научным сотрудником.
Проводила полевые исследования в регионах этнокультурных контактов: в Полесье, на Карпатах и на Русском Севере, а также в этнолингвистических экспедициях в Словакии (Верхний Грон, Орава, Липтов, Замагурье, Земплин).
Участник международных конференций (в России, Польше, Словакии, Чехии, Литве, Белоруссии, Японии, Сербии), в том числе Международных съездов славистов (2013, 2018).